# Tuomikursu
Tuomikursu är ett naturreservat i Pajala kommun i Norrbottens län.
Området är naturskyddat sedan 2011 och är 2,2 kvadratkilometer stort. Reservatet omfattar ett flackt skogs- och myrlandskap. Reservatet består av grandominerad barrskog.